# Поплавский, Георгий Георгиевич
Гео́ргий Гео́ргиевич Попла́вский (бел. Георгій Георгіевіч Паплаўскі; 15 февраля 1931, Ровно — 29 октября 2017, Минск) — советский и белорусский график и живописец. Академик Национальной академии наук Беларуси (1995). Академик Академии художеств СССР (1991), Российской академии художеств (1991). Заслуженный деятель искусств Белорусской ССР (1977). Народный художник Беларуси (1997).

## Биография

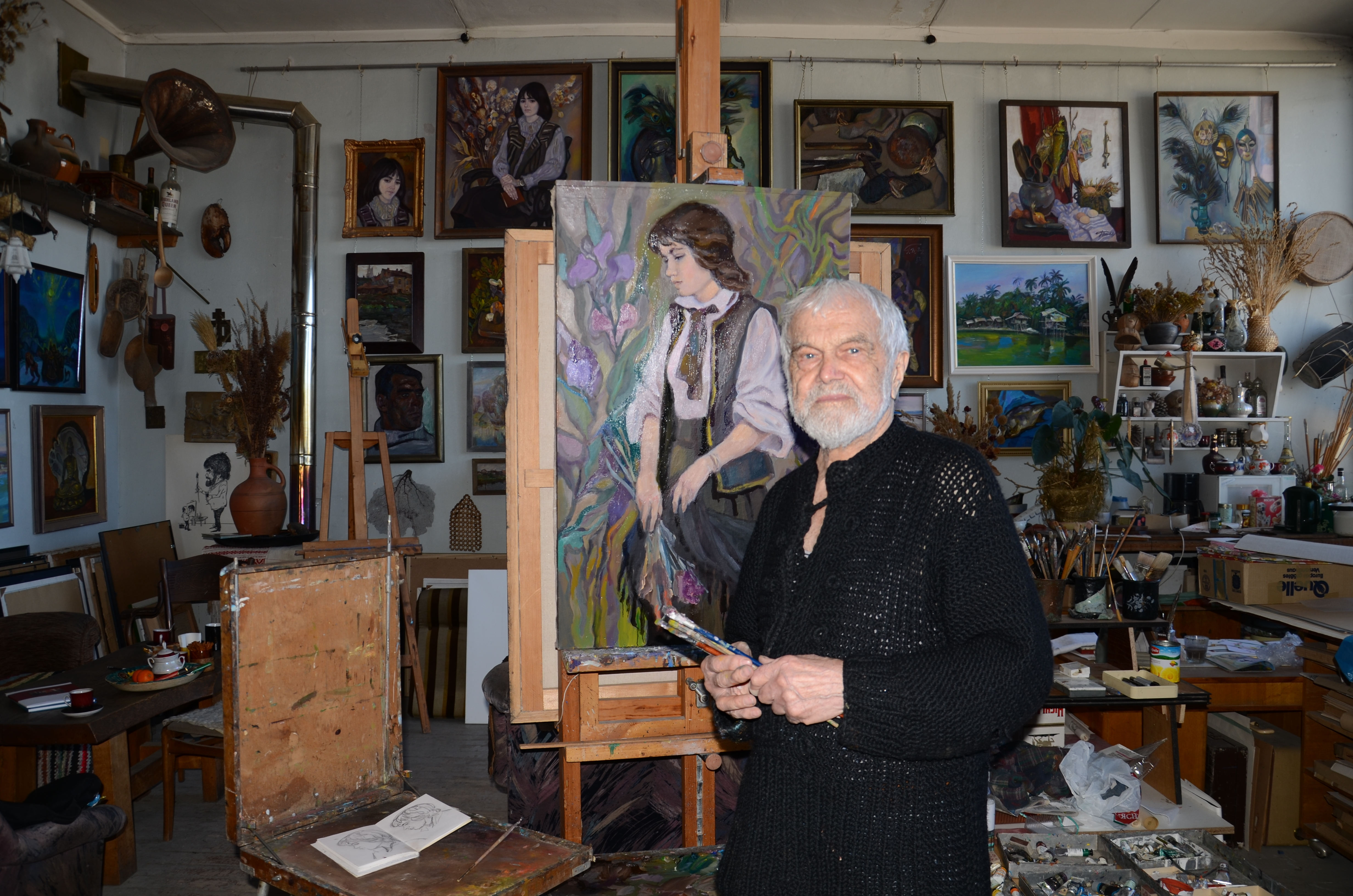
В мастерской художника 12 марта 2014 года.

Родился 15 февраля 1931 года в городе Ровно. Окончил Минское художественное училище в 1955, Белорусский театрально-художественный институт — в 1961. В 1965—1968 годах — преподаватель Белорусского политехнического института. С 1988 года — руководитель графической мастерской государственного учреждения культуры «Творческие академические мастерские графики» Министерства культуры Республики Беларусь.
Скончался 29 октября 2017 года. Похоронен в Минске на Восточном кладбище.

## Творчество
Работал в области станковой и книжной графики. Художник широкого диапазона, владел техниками линогравюры, литографии, офорта, сухой иглы, рисунка пером.
Среди станковых произведений пропитана антивоенных пафосом серия «Память» (1968); серии «Мой край» (1969) и «Браславщина — край озёрный» (1970—1979) воспевают красоту белорусской природы. Мужеству советских людей посвящены циклы «Белый континент» (1970), «Командор» (1977), освоению космоса — «Высокое небо» (1971—1980).
Работы в книжной графике: оформление произведений Я. Купалы, Я. Коласа, А. Кулешова, В. Быкова, А. Адамовича, а также школьных учебников (совместно с Н. М. Поплавской).

## Награды
- Орден Дружбы народов (1986).
- Народный художник Беларуси (1997).
- Заслуженный деятель искусств Белорусской ССР (1977).
- Государственная премия Республики Беларусь (2003)[4].
- Премия Ленинского комсомола Белорусской ССР 1970 года за достижения в оформлении белорусских изданий. Диплом «Красивейшая книга мира» на конкурсе в Лейпциге в 1968 за оформление книги «Новая земля» Я. Коласа.
- Премия Союзного государства в области литературы и искусства (2012)[5]
- Почётная грамота Президиума Верховного Совета Республики Беларусь (1 апреля 1996) — за большой личный вклад в развитие и расширение контактов между общественностью Беларуси и мировым сообществом[6].
- Станковые листы «Индийский дневник» и оформление книги древнеиндийских притч «Цирокурал» отмечены в 1975 индийским правительством премией имени Дж. Неру. Участник международных Биеннале в Люблане, Кракове и других городах.
- Серебряная медаль Академии художеств СССР за иллюстрации к книги Якуба Коласа «Избранное» (1984).
- Золотые медали имени Н. Грековой за разработку военно-патриотической темы (1990), имени Ю. Гагарина за цикл «Высокое небо» (1971—1980), посвященный освоению космоса (1988), имени А. С. Пушкина за вклад в развитие культуры XX века. (2000)
- Диплом и медаль Ф. Скорины Республиканского конкурса за лучшие издания (1969, 1981, 1984).